# 昆明羊茅
昆明羊茅（学名：Festuca mazzettiana）为禾本科羊茅属下的一个种。

## 扩展阅读
- 維基物種上的相關：昆明羊茅